# Mastignatha argenteicincta
Mastignatha argenteicincta là một loài bướm đêm trong họ Noctuidae.